# 森源次郎
森 源次郎（もり げんじろう、1964年3月25日 - ）は、日本の俳優。東京都出身。PACage所属。劇団Pカンパニー所属の劇団員。

## 略歴
- 文学座付属演劇研究所研修科を経て、木山事務所俳優養成所卒業（11期生）となる[3]。
- 平成10年度（2000年）に文化庁芸術インターンシップ国内研修員として研修を積む[3]。
- 2025年3月24日、オフィスPAC[4]が法人解散するにあたり所属メンバーでPACageを設立し移籍した。

## 人物
特技はタップダンス、ギター。

## 出演作品

### 舞台
- 夢、ハムレットの〜陽炎篇〜（Pカンパニー第6回公演）
- 死者を埋葬れ
- 坊っちゃん
- 私の下町ー母の写真（シアターサンモール）
- 美しきものの伝説（新国立劇場）
- 浅草パラダイス（新橋演舞場）
- 音二郎・イン・ニューヨーク（俳優座劇場）
- 慶応某年ちぎれ雲（俳優座劇場）
- Othello（東演パラータ）
- 道遠からん（俳優座劇場）
- ポンコツ車と五人の紳士（西池袋スタジオP）
- 港町ちぎれ雲（2004年）
- 赤い鳥の居る風景（2004年、三百人劇場）（2006年9月6日 - 9月8日、木山事務所、新国立劇場）
- 劇団木山事務所「仮名手本ハムレット」（2004年1月21日 - 25日、東京芸術劇場 中ホール）
- 演劇集団『the L.B.T.』第2回公演「さんにん姉妹」（2008年1月23日 - 1月27日、しもきた空間リバティ） -　トゥーゼンバッハ男爵 役　※（ニコライ／ニコラーシャ）陸軍中尉
- 死んだ女（2009年、西池袋スタジオP）
- ホテル・タイガ（2010年）
- 劇団名取事務所　ロシア現代劇連続上演シリーズ第2作「雰囲気のある死体」（2012年）
- むりがとおれば（2012年）
- 豊島区区政施行80周年記念　第24回池袋演劇祭特別参加作品―南大塚ホールリニューアル記念公演―　劇団俳小「トキワ荘の夏」（2012年9月1日 - 3日、南大塚ホール）
- Pカンパニー 第10回公演　別役実vs竹本穣　日替わり公演PART III Aプロ『とうめいなすいさいが』Bプロ『鼎たたいて鳴るよしもがな』（2013年4月24日 - 29日、池袋シアターグリーン BOX in BOX THEATER）
- Pカンパニー 第41回公演 オセロの横顔 〜シリーズ罪と罰 CASE11〜（2024年3月13日 - 17日、池袋シアターグリーン BOX in BOX THEATER）[5]

### テレビドラマ
- 月曜ドラマスペシャル　金田一耕助シリーズ『獄門島』（1997年5月5日、TBS）
- 金曜時代劇　春が来た（2002年9月27日 - 11月1日、NHK）
- NHK大河ドラマ　義経　第11回、第14回（2005年3月20日、4月10日、NHK） -　藤原成親 役

### CM
- アサヒビール
- 花王
- シダックス

### 吹き替え

#### ドラマ
- iCarly
- ARROW/アロー
- ER XV緊急救命室（第15シーズン）#10（リー）〔マット・エイデ〕
- グッド・ワイフ（第1シーズン）
- グッド・ワイフ（第2シーズン）（ジム）〔スキップ・サダス〕
- SHERLOCK（シャーロック）
- 太陽を抱く月
- チャームド8〜魔女3姉妹〜（第8シーズン）（キャンダー）
- デスパレートな妻たち（第6シーズン）
- ド・ゴールとチャーチル　〜ナチス・ドイツ フランス侵攻の30日〜
- 跳べ！ロックガールズ
- Hawaii Five-0
- ボードウォーク・エンパイア 欲望の街
- ボルジア家2 愛と欲望の教皇一族（第2シーズン）（ジョヴァンニ・スフォルツァ）
- 名探偵ポワロ「オリエント急行の殺人」
- ラブレイン（イ・ドンウク）〔クォン・イナ〕
- レバレッジ 〜詐欺師たちの流儀（第2シーズン）
- 私はラブ・リーガル（第2シーズン）

#### 映画
- あなたの初恋探します
- 顔のないスパイ（ロジャー・ベル）〔マイク・クラフ〕
- グレタ GRETA（ブライアン）〔スティーヴン・レイ〕[6]
- G.I.ジョー バック2リベンジ
- ソフィーの選択
- 超強台風
- マリーゴールド・ホテルで会いましょう
- ミレニアム2　火と戯れる女
- ミレニアム3　眠れる女と狂卓の騎士
- マリリン 7日間の恋（アーサー・ジェイコブ）〔トビー・ジョーンズ〕
- やさしい嘘と贈り物（ルーファス）
- ラブ・アゲイン（バーニー・ライリー）〔ジョン・キャロル・リンチ〕
- ［リミット］（アラン・ダヴェンポート）〔スティーヴン・トボロウスキー〕

#### アニメ
- タンタンの冒険/ユニコーン号の秘密
- ドクター・ストレンジ: 魔法大戦（ウォン）〔ポール・ナカウチ〕

### テレビアニメ
- LUPIN the Third -峰不二子という女-（2012年、刑事B[7]）
- 有頂天家族（2013年、偉い狸）
- 翠星のガルガンティア（2013年、ケメン、船主たち）
- ダンス・ダンス・ダンスール（2022年、教頭）

### Webアニメ
- 無限の住人-IMMORTAL-（2019年、八角）

### ゲーム
- 侍魂オンライン-朧月伝-（2019年、服部半蔵[8]）

### ボイスオーバー
- 実録!恐怖の事件簿（アニマルプラネット）
- チーズ!チーズ!チーズ!（WOWOW）